# Sauve qui peut
Pour l'émission de télévision québécoise, voir Sauve qui peut!.
Pour les épisodes de séries télévisées, voir Chauve qui peut et Chauve qui peut !.
Pour plus de détails, voir Fiche technique et Distribution.

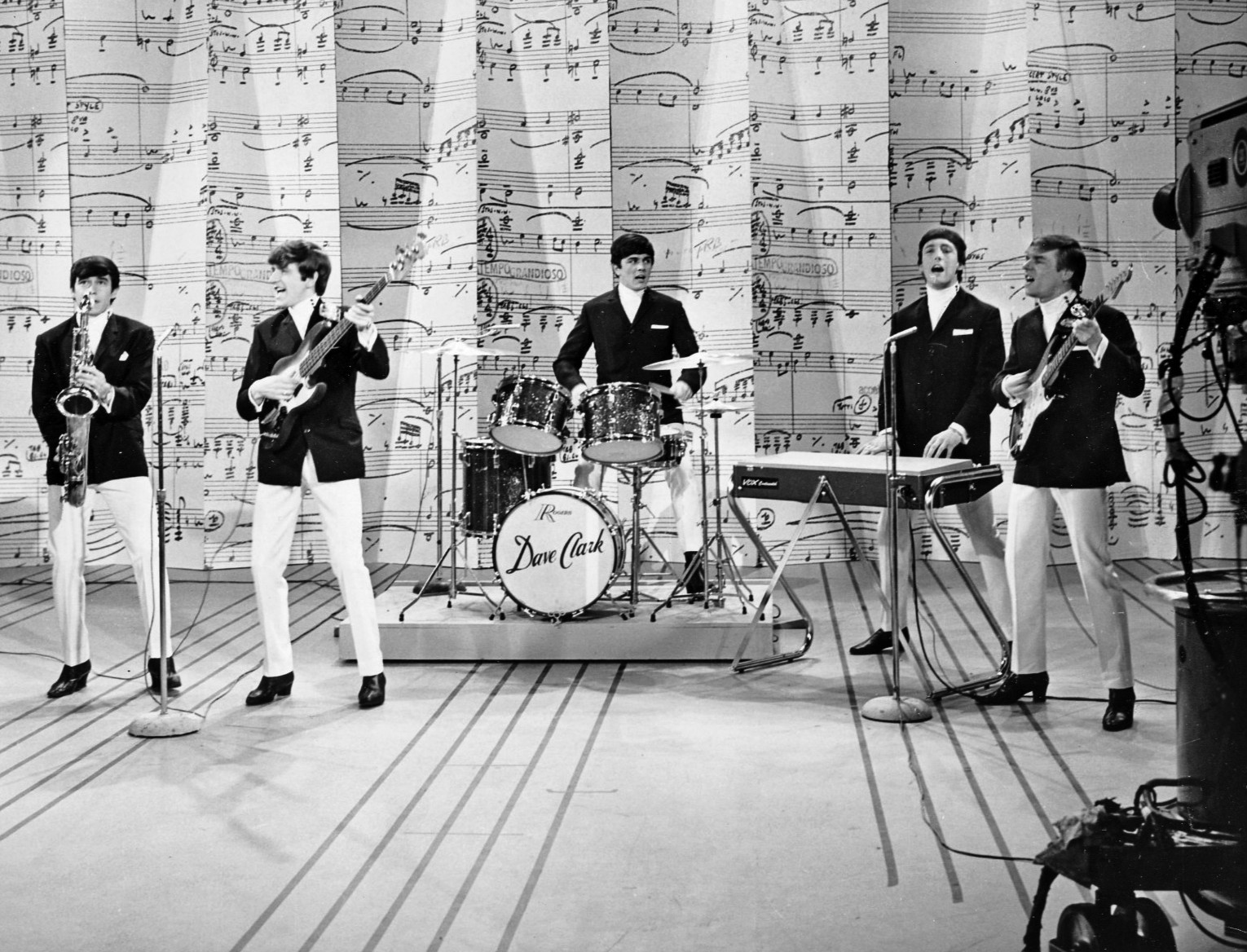
The Dave Clark Five dans le Ed Sullivan Show en 1964.

Sauve qui peut (Catch Us If You Can) est un film britannique réalisé par John Boorman, sorti en 1965. Ce premier long métrage du réalisateur met en scène The Dave Clark Five, groupe de rock britannique alors populaire.

## Synopsis
Dinah est un mannequin qui doit tourner une publicité télévisée pour de la viande, dans le marché de Smithfield à Londres. Peu motivée, elle décide de s'échapper avec Steve, un cascadeur, et ils s'enfuient à bord d'une Jaguar Type E appartenant à la production. Ils sont poursuivis dans toute l'Angleterre par les hommes du publicitaire, Leon Zissell.

## Fiche technique
Sauf indication contraire, les informations mentionnées dans cette section peuvent être confirmées par la base de données cinématographiques IMDb,  présente dans la section « Liens externes ».
- Titre français : Sauve qui peut
- Titre original : Catch Us If You Can
- Titre américain : Having a Wild Weekend
- Réalisation : John Boorman
- Scénario : Peter Nichols
- Musique : The Dave Clark Five, John A. Coleman et Basil Kirchin
- Production :
- Société de production : Anglo-Amalgamated
- Distribution : Anglo-Amalgamated (Royaume-Uni), Warner Bros. (USA)
- Pays d'origine : Royaume-Uni
- Format : noir et blanc - 35 mm - son mono
- Genre : comédie, road movie, musical
- Durée : 91 minutes
- Dates de sortie[1] :

 Royaume-Uni : 15 juillet 1965
 États-Unis : 18 août 1965

## Distribution
- Dave Clark : Steve
- Barbara Ferris : Dinah
- Lenny Davidson : Lenny
- Rick Huxley : Rick
- Mike Smith : Mike
- Denis West Payton : Denis
- Clive Swift : Duffie
- Hugh Walters : Grey
- Robin Bailey : Guy
- Yootha Joyce : Nan
- David de Keyser : Zissell
- Robert Lang : le chroniqueur
- Michael Blakemore : un officier
- Marianne Stone : Mme Stone
- Julian Holloway : l'assistant réalisateur
- Zienia Merton : Allison
- Michael Gwynn : Hardingford
- Peter Eyre : le directeur artistique

## Production
Le film est une commande proposée à John Boorman, alors qu'il n'a encore réalisé aucun long métrage. Ce projet est destiné à mettre en avant le groupe de rock britannique The Dave Clark Five — le titre du film est celui d'une chanson du groupe.
Le tournage a lieu à Londres et dans ses environs (Tabard Gardens Estate, Jardins botaniques royaux de Kew...), ainsi que dans le Devon (Burgh Island, Bigbury-on-Sea), le Somerset (Royal Crescent et thermes romains de Bath), le Middlesex (Brentford) et le Wiltshire (Salisbury Plain).

## Bande originale
La bande originale est composée de chansons du groupe The Dave Clark Five.

### Liste des titres
Face A
1. Catch Us If You Can
2. On The Move
3. If You Come Back
4. Long Ago
5. Any Time You Want Love
6. I Can't Stand It

Face B
1. Your Turn To Cry
2. Hurtin' Inside
3. Don't Be Taken In
4. Don't You Realize
5. I Cried Over You
6. Sweet Memories